# Amir Valle
Amir Valle Ojeda, né le 6 janvier 1967, est un journaliste, critique littéraire et écrivain cubain. À la suite de ses critiques du régime castriste il est empêché de revenir à Cuba en 2006. Il décide alors de s'installer à Berlin en Allemagne où il continue ses activités professionnelles.   

## Biographie
Amir Valle est né le 6 janvier 1967  à Guantánamo, il passe son enfance à Santiago de Cuba. Il intègre la faculté de journalisme d’abord à Santiago puis à La Havane. Après son diplôme de journalisme, il participe pendant trois ans au « service social »  imposé par les autorités cubaines aux jeunes diplômés du supérieur. En 1989 il commence à travailler comme journaliste et critique littéraire ,,.
Son œuvre décrit les aspects sombres de Cuba, cachés par les autorités. Il acquiert une « reconnaissance internationale » notamment avec sa série de romans policiers situés à La Havane. Dans ses polars, le détective Alain Bec découvre les trafics d’enfants dans Las puertas de la noche (Les portes de la nuit) ou le monde de la drogue et de la prostitution avec Si Cristo te desnuda (Si le Christ te dénude).  Amir Valle publie aussi plusieurs essais dont Jineteras, une étude de la prostitution à Cuba. Ses critiques régulières du régime castriste lui valent d’être empêché de rentrer à Cuba, en 2006, après un voyage en Espagne. Forcé à l’exil, il décide de s’installer à Berlin en Allemagne. Il est parrainé par le PEN club international une ONG qui vient en aide aux écrivains,,.
À Berlin il continue ses activités de journalisme d'investigation, il exerce aussi comme formateur, consultant, « conseiller et analyste politique auprès du Ministère des Relations Extérieures d’Allemagne et de l’Agence
d’Information Deutsche Welle  », le service international de diffusion de l’Allemagne. Amir Valle  crée et dirige la revue culturelle latino-américaine OtroLunes – Revista Hispanoamericana de Cultura.

## Prix littéraires
Il a reçu plusieurs prix internationaux.
- Prix Rodolfo Walsh 2007 de la meilleure œuvre de non fiction en langue espagnole pour Jineteras (Espagne, 2006), réédité en 2008 sous le titre Habana Babilonia. La cara oculta de las jineteras[7]
- Prix NOVELPOL 2006 du meilleur polar espagnol et Prix du Roman Policier de Carmona 2008 pour Santuario de sombras publié en 2006[7].
- Prix du roman Vargas Llosa 2006 pour le roman Las palabras y los muertos[7].

## Œuvres

### Fiction
- Tiempo en cueros (témoignages, 1988)
- Yo soy el malo (témoignages, 1989)
- La danza alucinada del suicida (témoignages, 1999)
- El ojo de la noche. Antología del cuento femenino (1999)
- Manuscritos del muerto (témoignages, 2000)
- Las puertas de la noche (roman, 2001, 2002)
- Muchacha azul bajo la lluvia (roman, 2001, 2008)
- Si Cristo te desnuda (roman, 2001, 2002)
- Entre el miedo y las sombras (roman, 2004)
- Los desnudos de Dios (roman, 2004)
- Die Türen der Nacht (Las puertas de la noche) (roman, 2005)
- Últimas noticias del infierno (roman, 2005)
- Santuario de sombras (roman, 2006)
- Wenn Christo dich enkleidet (Si Cristo te desnuda) (roman, 2006)
- Die Haut und Die Nackten (Los desnudos de Dios) (roman, 2006)
- Las palabras y los muertos (roman, 2007)
- Zwischen Angst und Schatten (Entre el miedo y las sombras) (roman, 2007)
- Die Wörter und die Toten (Las palabras y los muertos) (roman, 2007)
- Tatuajes (roman, 2007)
- Freistatt der Schatten (Santuario de sombras) (roman, 2007)
- Largas noches con Flavia (roman, 2008)
- La nostalgia es un tango de Gardel/La nostalgie est un tango de Gardel (Cuentos, 2008)
- Lust (Die Haut und Die Nackten) (deuxième édition, roman, 2009)
- Las raíces del odio (roman, 2012)
- Non lasciar mai che ti vedano piangere (Nunca dejes que te vean llorar)(roman, Italie, 2012)

### Essais
- Quiénes narran en Cienfuegos (1993)
- Ese universo de la soledad americana (1998)
- Brevísimas demencias. La narrativa cubana de los 90 (2001)

### Non fiction
- En el nombre de Dios (1990)
- Con Dios en el camino (1999)
- Jineteras (2006)
- Habana Babilonia. La cara oculta de las jineteras (2008)
- Habana Babilonia. Prostitution in Kuba. Zeugnisse (Témoignage, 2008)
- La Habana. Puerta de las Américas (Essai historique roman, 2009)
- La Havane-Babylone. La prostitution à Cuba (Essai, 2010).